# Грб Закавкаске СФСР
Грб Закавкаске СФСР усвојила је Влада Закавкаске СФСР и био је у употреби све до 1936. када се ова СФСР распала на Јерменску ССР, Азербејџанску ССР и Грузијску ССР. Грб се не базира на грбу Совјетског Савеза као и већина осталих грбова Совјетских република. Грб је направљен у облику звезде и комбинује елементе три главне групе у Закавкаској СФСР Јермена, Азера и Грузина, као и симболе ислама и комунизма.